# Bogotá (rivier)
De Bogota (Spaans: Río Bogotá) is een rivier in Colombia. De rivier is 380 kilometer lang en stroomt door het departement Cundinamarca.
De Bogota ontspringt in het noordoosten van dit departement, nabij de stad Villapinzón. De rivier loopt daarna door de Sabana de Bogotá en stroomt na ongeveer 150 kilometer aan de westelijke grens met het Hoofdstedelijk District van de stad Bogota en langs dit punt stromen de rivieren de Salitre, Funza en Tunjuelito in de rivier. Als de rivier daarna door Soacha is gestroomd vormt het de basis voor de Tequendamawatervallen waarna ze samenvloeit met de rivier de Magdalena bij Girardot.
De rivier kent, net als de zijrivieren Salitre, Funza en Tunjuelito, ten zuiden van de stad Bogota veel zware industrie aan de oevers. Doordat regels voor lozingen niet altijd nageleefd worden, is de rivier hierdoor sterk verontreinigd.